# Ayuntamiento de Chiclana de la Frontera
El Ayuntamiento de Chiclana de la Frontera es el órgano encargado del gobierno y administración del municipio de Chiclana de la Frontera, situado en la provincia de Cádiz, Andalucía, España. Está presidido por el alcalde, que en 2023 ocupa el cargo José María Román Guerrero, del PSOE.

## Historia
El Ayuntamiento se construyó a mediados de 1928, por el arquitecto José Plaja y Tobía, siendo uno de los acontecimientos más importantes la llegada de Alejandro Risso (Génova 1729-Cádiz 1809).

Entre 1927 al 1928 la casa de Alejandro Risso fue derrumbada para así empezar con la construcción de la casa consistorial de dicha ciudad. Ahí el alcalde Sebastián Martínez de Pinillos fue el sucesor del que fue regidor O'Donnell, que fue hijo predilecto de la ciudad por haber sido el que puso en marcha la construcción del edificio consistorial, que actualmente sigue en la Calle Constitución. Además, se desempeñó como alcalde de Chiclana de la Frontera entre los años 1924 a 1931. Por último durante su etapa como alcalde se inauguró la Alameda del Río y el Puente Chico.

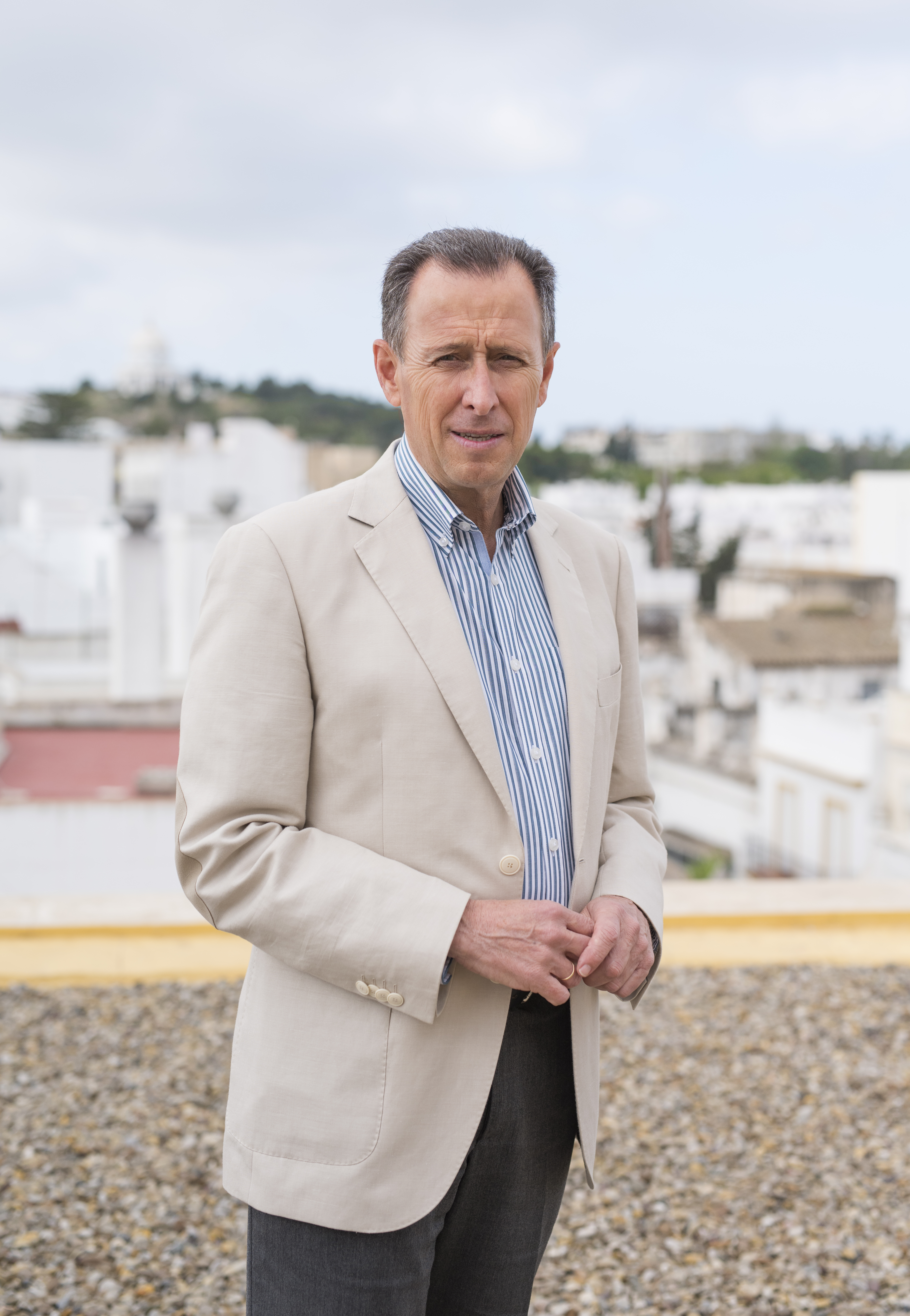
José María Román

## Alcaldes
| Periodo   | Nombre                                                        | Partido                                                       |
| --------- | ------------------------------------------------------------- | ------------------------------------------------------------- |
| 1979-1983 | Agustín Herrero Muñoz                                         | Independiente                                                 |
| 1983-1987 | Sebastián Saucedo Moreno José de Mier (Desde 1986)            | Partido Socialista Obrero Español (PSOE)                      |
| 1987-1991 | José de Mier                                                  | Partido Socialista Obrero Español (PSOE)                      |
| 1991-1995 | José de Mier Manuel Jiménez Barrios (desde 1994)              | Partido Socialista Obrero Español (PSOE)                      |
| 1995-1999 | Manuel Jiménez Barrios                                        | Partido Socialista Obrero Español (PSOE)                      |
| 1999-2003 | Manuel Jiménez Barrios                                        | Partido Socialista Obrero Español (PSOE)                      |
| 2003-2007 | Manuel Jiménez Barrios José María Román Guerrero (desde 2004) | Partido Socialista Obrero Español (PSOE)                      |
| 2007-2011 | Ernesto Marín José María Román Guerrero (desde 2008)          | Partido Popular (PP) Partido Socialista Obrero Español (PSOE) |
| 2011-2015 | Ernesto Marín                                                 | Partido Popular (PP)                                          |
| 2015-2019 | José María Román                                              | Partido Socialista Obrero Español (PSOE)                      |
| 2019-2023 | José María Román                                              | Partido Socialista Obrero Español (PSOE)                      |

## Evolución de la deuda viva municipal
El concepto de deuda viva contempla sólo las deudas con cajas y bancos relativas a créditos financieros, valores de renta fija y préstamos o créditos transferidos a terceros, excluyéndose, por tanto, la deuda comercial.
| Gráfica de evolución de la deuda viva del Ayuntamiento entre 2008 y 2023                                          |
| |
| Deuda viva del Ayuntamiento de Chiclana de la Frontera, en miles de euros, según datos del Ministerio de Hacienda |

## Resultados electorales históricos
| Partido político                                                    | 2023   | 2023  | 2023       | 2019 | 2019  | 2019       | 2015   | 2015  | 2015       | 2011                         | 2011                         | 2011                         | 2007 | 2007  | 2007       | 2003  | 2003   | 2003       | 1999  | 1999   | 1999       | 1995  | 1995  | 1995       | 1991  | 1991  | 1991       | 1987  | 1987  | 1987       | 1983                         | 1983                         | 1983                         | 1979  | 1979  | 1979       |
| Partido político                                                    | %      | Votos | Concejales | %    | Votos | Concejales | %      | Votos | Concejales | %                            | Votos                        | Concejales                   | %    | Votos | Concejales | %     | Votos  | Concejales | %     | Votos  | Concejales | %     | Votos | Concejales | %     | Votos | Concejales | %     | Votos | Concejales | %                            | Votos                        | Concejales                   | %     | Votos | Concejales |
| Partido Socialista Obrero Español (PSOE)                            | 12 858 | 39,56 | 11         | 9922 | 33,18 | 9          | 11 078 | 36,79 | 11         | 10 086                       | 32,87                        | 10                           | 9627 | 39,67 | 11         | 58,04 | 13 108 | 16         | 62,23 | 11 997 | 19         | 35,64 | 7137  | 10         | 62,09 | 8497  | 14         | 64,17 | 9341  | 15         | 66,61                        | 8851                         | 15                           | 24,83 | 3152  | 6          |
| Partido Popular (PP)-Alianza Popular (AP)                           | 9998   | 30,76 | 9          | 6491 | 21,71 | 6          | 8003   | 26,58 | 8          | 11 434                       | 37,26                        | 11                           | 6569 | 27,07 | 8          | 21,94 | 4956   | 6          | 20,31 | 3916   | 6          | 32,59 | 6526  | 10         | 10,36 | 1418  | 2          | 8,37  | 1219  | 1          | 9,16                         | 1217                         | 2                            | 2,36  | 299   | 0          |
| Vox                                                                 | 3444   | 10,59 | 3          | 1972 | 6,59  | 1          | 447    | 1,12  | 0          | —                            | —                            | —                            | —    | —     | —          | —     | —      | —          | —     | —      | —          | —     | —     | —          | —     | —     | —          | —     | —     | —          | —                            | —                            | —                            | —     | —     | —          |
| Izquierda Unida (IU)-Partido Comunista de España (PCE)              | 2469   | 7,59  | 2          | 2263 | 7,56  | 2          | 3357   | 11,15 | 3          | 2334                         | 7,61                         | 2                            | 2675 | 11,02 | 3          | 5,37  | 1.213  | 1          | 4,54  | 876    | 0          | 12,85 | 2573  | 3          | 8,54  | 1169  | 2          | 7,43  | 1082  | 1          | 5,52                         | 734                          | 1                            | 14,17 | 1798  | 3          |
| Podemos-Por Chiclana Sí Se Puede (PCSSP)                            | 1015   | 3,12  | 0          | 2519 | 8,42  | 2          | 2976   | 9,88  | 2          | —                            | —                            | —                            | —    | —     | —          | —     | —      | —          | —     | —      | —          | —     | —     | —          | —     | —     | —          | —     | —     | —          | —                            | —                            | —                            | —     | —     | —          |
| Ciudadanos (CS)                                                     | 704    | 2,16  | 0          | 4070 | 13,61 | 3          | 4278   | 10,72 | 3          | —                            | —                            | —                            | —    | —     | —          | —     | —      | —          | —     | —      | —          | —     | —     | —          | —     | —     | —          | —     | —     | —          | —                            | —                            | —                            | —     | —     | —          |
| Ganemos                                                             | —      | —     | —          | 2045 | 6,84  | 2          | 1746   | 5,80  | 1          | —                            | —                            | —                            | —    | —     | —          | —     | —      | —          | —     | —      | —          | —     | —     | —          | —     | —     | —          | —     | —     | —          | —                            | —                            | —                            | —     | —     | —          |
| Partido Vecinal Regionalista (PVRE)                                 | —      | —     | —          | —    | —     | —          | 582    | 1,93  | 0          | 2856                         | 9,31                         | 2                            | —    | —     | —          | —     | —      | —          | —     | —      | —          | —     | —     | —          | —     | —     | —          | —     | —     | —          | —                            | —                            | —                            | —     | —     | —          |
| Partido Andalucista (PA)-Espacio Plural Andaluz (EP-And)            | —      | —     | —          | —    | —     | —          | 497    | 1,65  | 0          | 598                          | 1,95                         | 0                            | 2332 | 9,61  | 2          | 8,20  | 1851   | 2          | 4,70  | 906    | 0          | 5,37  | 1076  | 1          | 11,98 | 1640  | 2          | 5,75  | 837   | 1          | 1,66                         | 221                          | 0                            | –     | –     | –          |
| Partido Socialista de Andalucía (PSA)                               | —      | —     | —          | —    | —     | —          | —      | —     | —          | Con Partido Andalucista (PA) | Con Partido Andalucista (PA) | Con Partido Andalucista (PA) | 1462 | 6,02  | 1          | —     | —      | —          | —     | —      | —          | —     | —     | —          | —     | —     | —          | —     | —     | —          | Con Partido Andalucista (PA) | Con Partido Andalucista (PA) | Con Partido Andalucista (PA) | —     | —     | —          |
| Plataforma Independientes de España (PIE)                           | –      | –     | –          | –    | –     | –          | –      | –     | –          | –                            | –                            | –                            | –    | –     | –          | –     | –      | –          | 1,95  | 376    | 0          | 5,42  | 1085  | 1          | –     | –     | –          | –     | –     | –          | –                            | –                            | –                            | –     | –     | –          |
| Centro Democrático y Social (CDS)-Unión de Centro Democrático (UCD) | –      | –     | –          | –    | –     | –          | –      | –     | –          | –                            | –                            | –                            | –    | –     | –          | –     | –      | –          | –     | –      | –          | –     | –     | –          | 6,40  | 876   | 1          | 13,65 | 1987  | 3          | –                            | –                            | –                            | 16,19 | 2055  | 3          |
| Independiente 1                                                     | –      | –     | –          | –    | –     | –          | –      | –     | –          | –                            | –                            | –                            | –    | –     | –          | –     | –      | –          | –     | –      | –          | –     | –     | –          | –     | –     | –          | –     | –     | –          | 11,10                        | 1475                         | 2                            | 36,44 | 4625  | 8          |
| Independiente 2                                                     | –      | –     | –          | –    | –     | –          | –      | –     | –          | –                            | –                            | –                            | –    | –     | –          | –     | –      | –          | –     | –      | –          | –     | –     | –          | –     | –     | –          | –     | –     | –          | 5,94                         | 789                          | 1                            | –     | –     | –          |
| Partido del Trabajo de Andalucía (PTA)                              | –      | –     | –          | –    | –     | –          | –      | –     | –          | –                            | –                            | –                            | –    | –     | –          | –     | –      | –          | –     | –      | –          | –     | –     | –          | –     | –     | –          | –     | –     | –          | –                            | –                            | –                            | 6,02  | 764   | 1          |